# Margarita Salas Falgueras
Margarita Salas Falgueras, Marquesa de Canero, (Caneiru, Valdés, Astúries, 30 de novembre de 1938 - Madrid, 7 de novembre de 2019) fou una bioquímica espanyola presidenta de la Fundación Carmen y Severo Ochoa.

## Mèrits
Llicenciada en Ciències Químiques per la Universitat Complutense de Madrid, publicà més de 250 treballs científics al llarg de la seva vida. Fou deixeble de Severo Ochoa, amb qui treballà als Estats Units després de fer-ho amb Alberto Sols a Madrid. Junt amb el seu marit, Eladio Viñuela, treballaren en el camp de la bioquímica i la biologia molecular. Fins a la seva mort fou «professora vinculada ad honorem» del Consell Superior d'Investigacions Científiques (CSIC), i va desenvolupar el seu treball en el Centre de Biologia Molecular Severo Ochoa de Madrid (CSIC-UAM).

## Carrera científica

### Primers treballs
Després de la seva graduació en Ciències Químiques, Margarita Salas va ingressar en el laboratori d'Albert Sols, pioner de la bioquímica a Espanya. Una vegada realitzada la seva tesi doctoral sota la direcció de Sols, va marxar durant quatre anys (1963-1967) com a investigadora a la Universitat de Nova York, al costat de Severo Ochoa.

### ADN polimerasa del virus bacteriòfag Φ29
Entre les seves principals contribucions científiques destaca determinació de la direccionalitat de la lectura de la informació genètica, durant la seva etapa en el laboratori de Severo Ochoa, i el descobriment i caracterització de la polimerasa d'ADN del fag Φ29, que té moltes aplicacions biotecnològiques a causa de la seva altíssima capacitat d'amplificació de l'ADN.
Després de la jubilació fou nomenada professora ad honorem al Centre de Biologia Molecular Severo Ochoa, centre de recerca mixt del CSIC i de la Universitat Autònoma de Madrid, on seguí treballant amb el virus bacteriòfag Φ29, de gran utilitat en la recerca en biotecnologia i el qual infecta Bacillus subtilis, un bacteri no patogen.

## Reconeixements

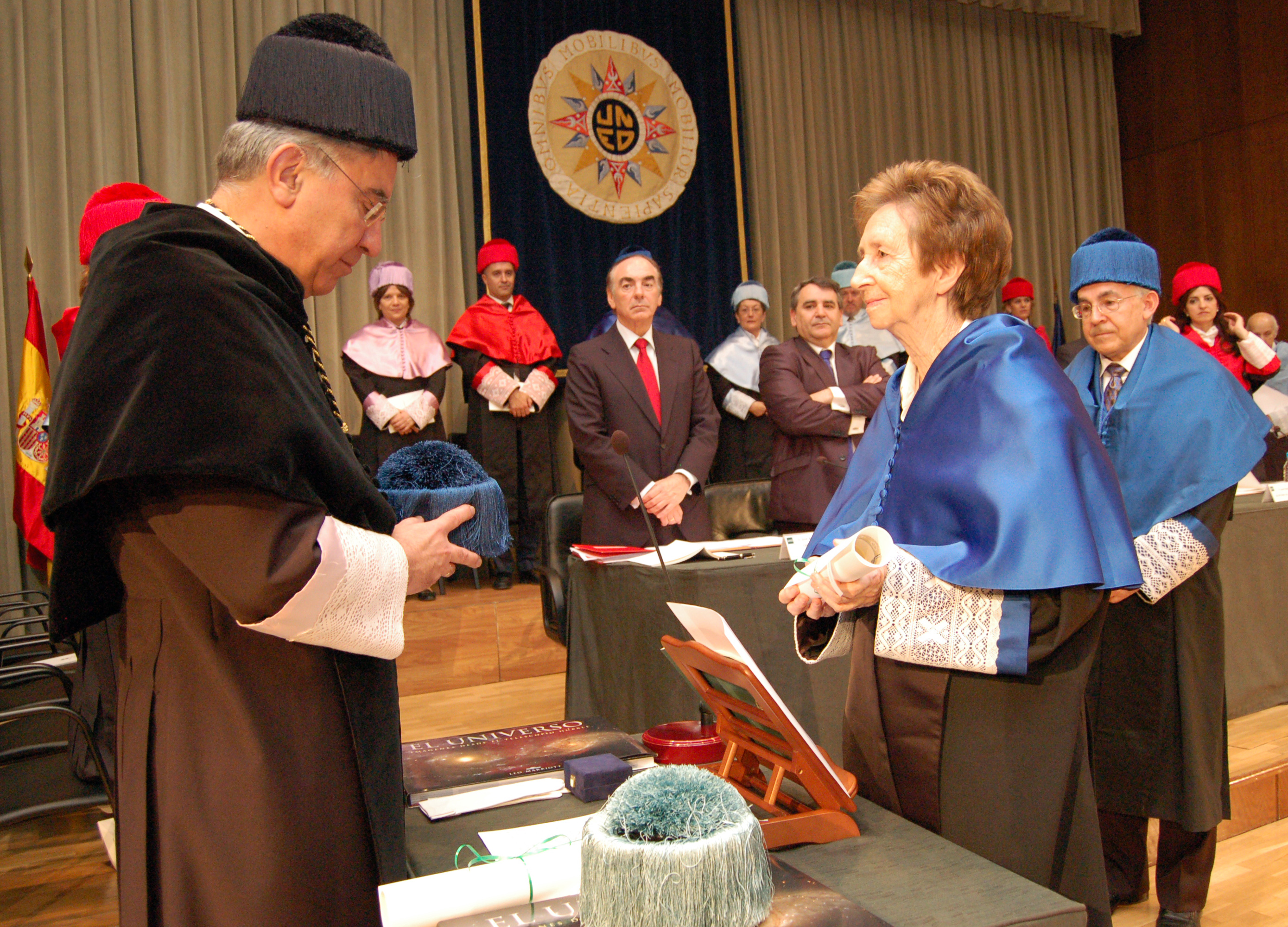
Nomenament de Margarita Salas Doctora Honoris Causa per la UNED

Pertangué a diverses de les més prestigioses societats i instituts científics nacionals i internacionals, col·laborant i sent membre del consell editorial de diverses publicacions científiques. Va obtenir diferents guardons, sent nomenada «Investigadora europea 1999» per la Unesco i va rebre el premi Jaume I de recerca el 1994. Va ser nomenada directora de l'Instituto de España (1995-2003), organisme que agrupa la totalitat de les Reals Acadèmies Espanyoles.
Presidí la Fundació Severo Ochoa i dirigí anualment el curs de l'Escola de Biologia Molecular «Eladio Viñuela», dins dels cursos d'estiu de la Universitat Internacional Menéndez Pelayo, a Santander. Va ser membre de la Reial Acadèmia de Ciències Exactes, Físiques i Naturals, de la Reial Acadèmia Espanyola de la Llengua, de l'Acadèmia Europea de Ciències i Arts, de l'American Academy of Microbiology i de l'American Academy of Arts and Sciences.
REbé sengles doctorats honoris causa per les universitats Rey Juan Carlos, d'Oviedo, d'Extremadura, de Múrcia, Politècnica de Madrid, de Jaén, de Cadis, de Màlaga, per la UNED, la Universitat Autònoma de Barcelona i la Universitat Internacional Menéndez Pelayo.
El 1992 posaren el seu nom a un Institut d'Educació Secundària a Majadahonda (Madrid). També hi ha un altre Institut d'Educació Secundària amb el seu nom a Seseña (Toledo).
El maig del 2007 fou nomenada membre de l'Acadèmia Nacional de Ciències dels Estats Units, sent la primera dona espanyola membre d'aquesta institució.
En 2014 four seleccionada per la revista Quo, en col·laboració amb el Consell Superior d'Investigacions Científiques i el Consell Superior d'Esports, per a la primera «Selecció Espanyola de la Ciència», composta per tretze científics espanyols destacats a escala internacional.
El març de 2015 les Cases d'Astúries a Alcalá de Henares i Alcobendas i els Centres Asturians de Madrid i Tres Cantos la distingiren amb el títol d'«Asturiana Universal» per la seva «brillant i reeixida carrera internacional com a científica i investigadora en el camp de la biologia molecular».
Fou marquesa de Canero des de l'11 de juliol de 2008, per Reial decret. El títol nobiliari, que serà hereditari, li fou concedit pel seu «lliurament a la recerca científica sobre la biologia molecular, realitzada de forma intensa i rigorosa al llarg de tota la seva vida professional».
Margarita Salas morí el 7 de novembre de 2019 a Madrid.

## Premis
- 2000: Premis L'Oréal-UNESCO a Dones en Ciència[22]
- 2005: Medalla d'Or al Mèrit en el Treball.[23]
- 2006: Premi a l'Excel·lència concedit per FEDEPE (Federació Espanyola de Dones Directives, Executives, Professionals i Empresàries).[24]
- 2009: Títol d'Ambaixadora Honoraria de la Marca Espanya, categoria de Ciències i Innovació, que falla el Fòrum de Marques Renombradas Espanyoles amb el beneplàcit del Ministeri d'Afers exteriors i Cooperació.[25]
- 2009: Premi Dona Líder 2009, concedit per la Fundació Rafael del Pino, Aliter i Merck.[26]
- 2009: Premi a “Tota una vida professional” de la Fundació Mapfre.[27]
- 2014: Premi a l'Excel·lència Química, concedit pel Consell General de Col·legis Oficials de Químics d'Espanya.